# Batalha de Karnal
A Batalha de Karnal (24 de fevereiro de 1739) foi uma vitória decisiva para Nader Xá, o fundador do Império Afexárida da Pérsia, durante sua invasão do Império Mogol. As forças de Nader derrotaram o exército de Maomé Xá em três horas, apesar de estarem em menor número (seis para um), abrindo caminho para o saque persa de Deli. O combate é considerado a joia da carreira militar de Nader, bem como uma obra-prima tática. A batalha ocorreu perto de Karnal, 110 quilômetros (68 mi) ao norte de Deli, Índia.
A batalha foi o ponto culminante da invasão de Nader Xá ao Império Mogol. Após a conquista do leste do Afeganistão e a invasão por Cabul e Peshawar, Nader liderou suas forças para o sul, em direção à capital mogol. Em Deli, Maomé Xá reuniu uma força extremamente grande com a qual marchou para o norte antes de seu pesado exército parar em Karnal. Nader deu a batalha e ganhou uma vitória esmagadora. Nas negociações após a derrota catastrófica, Maomé Xá concordou em pagar uma grande indenização em troca de manter seu império sobre suas terras. Nader, no entanto, forçou o imperador mogol a se submeter totalmente e marchou com ele para sua capital, Deli, onde o tesouro mogol foi saqueado. Uma revolta contra os soldados de Nader pelos cidadãos de Deli terminou em um massacre sangrento, onde toda a cidade foi saqueada e saqueada. O enorme saque obtido em Deli fez com que Nader emitisse um decreto imperial removendo todos os impostos por um total de três anos. O exército persa logo depois partiu deixando para trás 30.000 mortos. Maomé Xá também foi forçado a conceder todas as suas terras a oeste do Indo, que foram anexadas por Nader Xá.
Como resultado da esmagadora derrota do Império Mogol em Karnal, a já decadente Dinastia Mogol foi enfraquecida de maneira crítica a ponto de acelerar seu fim. Também é possível que, sem os efeitos ruinosos da invasão de Nader na Índia, a aquisição colonial europeia do subcontinente indiano tivesse ocorrido de uma forma diferente ou talvez nem um pouco, mudando fundamentalmente a face do subcontinente indiano.

## Casus bellide Nader
Um destino popular para a infinidade de mercenários e senhores da guerra afegãos que foram derrotados nas numerosas campanhas de Nader contra as várias instituições do Afeganistão, eram as áreas de fronteira norte do Império Mogol. Nader havia enviado vários pedidos aos governadores e estadistas locais do norte da Índia, solicitando que esses fugitivos fossem capturados e entregues a ele. Na conclusão de sua conquista do Afeganistão, Nader buscava um pretexto para invadir o Império Mogol. Naturalmente, ele aproveitou a oportunidade para mascarar sua invasão na forma de uma caçada aos guerreiros afegãos que haviam encontrado asilo no terreno acidentado do reino mogol, ao norte.
Também é digno de nota que Nader esteve em contato com um dos principais ministros mogóis, Nizã Almulque, que alguns na época acusavam de traição contra o imperador mogol. Embora seja possível que Nizã Almulque tenha de fato provocado a invasão de Nader ao Império Mogol, continua sendo uma conjectura implausível.
Ainda é uma questão a discutir se o Império Mogol poderia ter resolvido a situação diplomaticamente. A capacidade do estado mogol de encontrar e aprisionar fugitivos afegãos em suas regiões de fronteira é uma questão seriamente duvidosa, assim como o número real de fugitivos que, de fato, escaparam para essas regiões. É muito possível que eles fossem um número insubstancial. De qualquer forma, a intenção de Nader de invadir os mogóis da Índia teria sido a mesma, independentemente de as autoridades mogóis atenderem ou não ao seu pedido de procura e entrega de fugitivos, já que Nader estava apenas utilizando isso como pretexto.

## A entrada de Nader no Império Mogol
Quando Nader se mudou para os territórios mogóis, foi lealmente acompanhado por seu súdito georgiano e futuro rei do leste da Geórgia, Heráclito II, que liderou um contingente georgiano no exército persa imperial. Ao ouvir a abordagem de Nader Xá de Candaar, o governador de Peshawar e Cabul levantou um exército de 20.000 homens, a maioria composta de mercenários afegãos provenientes das tribos do leste do Afeganistão para controlar o avanço persa. A posição que foi escolhida para resistir ao exército persa dificilmente poderia ter sido melhor escolhida, pois através da passagem estreita de Kheibar apenas uma pequena coluna de homens poderia esperar marchar e qualquer implantação em formações de combate seria uma impossibilidade. Nader convencido da futilidade de uma luta frontal, optou por uma abordagem mais refinada. Um guia local informou-o de um passe difícil, mas passível de atravessar, paralelo ao de Kheibar, chamado passe de Chatchoobi.
Em 26 de novembro, perto de Jalalabade, o exército persa chegou a Barikab (33 quilômetros da passagem de Kheibar), onde Nader dividiu seu exército, deixando Morteza Mirza para trás com o grosso das forças à sua disposição e enviando 12.000 homens para Kheibar. passe sob Nacerolá Coli enquanto reunia 10.000 cavaleiros leves escolhidos sob seu comando direto. Começando uma épica marcha de flanco de mais de 80 quilômetros através de alguns dos terrenos mais inevitáveis da Ásia, Nader alcançou Ali-Masjed, de onde os 10.000 curvaram sua rota de marcha para o norte e para o extremo leste da passagem de Kheibar.
O surgimento abrupto de um forte corpo de cavalaria na retaguarda pegou as forças do governador em uma posição difícil, apesar de terem conseguido resistir por um tempo antes que a cavalaria leve de Nader os derrotasse completamente. Assim, o caminho para as terras do norte do Império Mogol foi aberto e o corpo principal do exército persa imperial pôde marchar para o interior do Império Mogol.
Em 16 de novembro de 1739, Nader marchou com sua guarda avançada de Peshawar, rumo ao sul, em direção ao rio Sinde, em Punjabe. Ao atravessar o rio, o exército persa caiu sobre o campo indefeso, a caminho de Lahor, pilhando e queimando. O governador de Lahor começou a aumentar suas ameias na esperança de resistência. Nader apressou seu avanço atacado de uma direção inesperada com tanta força que depois de um mero dia se passou, o governador se rendeu à vontade do xá. A doação de dois milhões de rúpias ao xá garantiu ao governador sua posição de governante de Lahor.

## Maomé Xá reúne uma grande força
As notícias da série de conquistas do exército invasor de Nader causaram muita consternação na corte mogol de Maomé Xá, que mora em Deli. Nizã Almulque foi convocado à presença do imperador e muitas convocações foram enviadas pelo norte da Índia para a contribuição de forças militares. Em 13 de dezembro, o exército mogol marchou para fora de Deli para enfrentar as forças invasoras ao norte. A enormidade de seu tamanho era tal que o comprimento da coluna era de 25 quilômetros e a largura de 3 quilômetros. O próprio Maomé Xá se juntou a este exército. Devido ao tamanho pesado do exército mogol, Maomé Xá não pôde levar suas forças além de Karnal, aproximadamente 120 quilômetros ao norte de Deli.

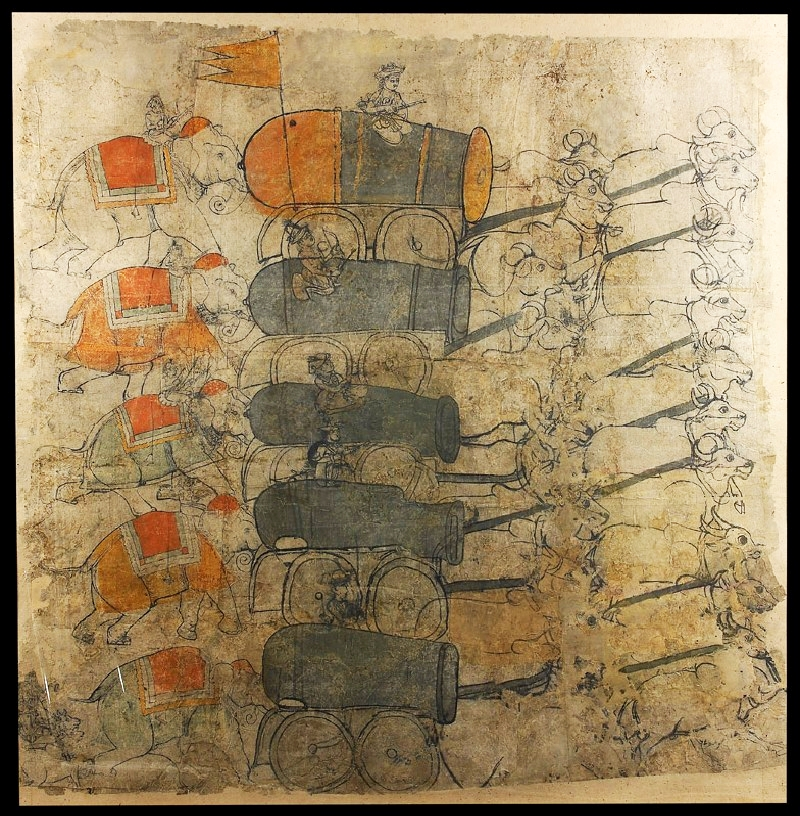
A artilharia mogol era antiquada em comparação com a artilharia persa reformada de Nader

No total, Maomé Xá comandou cerca de 300.000 soldados equipados com 3.000 armas e 2.000 elefantes de guerra. Apesar dos números esmagadores à disposição do Império Mogol, eles sofriam com material de guerra obsoleto e sistemas táticos antiquados. Quase todas as armas do exército eram de tamanho muito grande para serem consideradas artilharia de campo, pois eram praticamente impossíveis de manobrar durante a batalha e demoravam tanto tempo para recarregar que teriam efeito mínimo, mesmo em casos de utilização correta. Em contraste, a maior parte da artilharia de Nader era mais leve e muito mais fácil de manobrar do que suas contrapartes do Império Mogol, bem como os zamburaques que forneciam energia de tiro móvel extra. Em contraste com a infantaria do exército mogol, todos os 20.000 mosqueteiros persas (jaziarechi) eram uniformizados, treinados e organizados de maneira homogênea. Embora o contingente de 50.000 cavaleiros no exército mogol fosse de excelente qualidade, não havia nada que sugerisse uma estrutura militar subjacente comum e coesa, estabelecida para sua implantação e uso. A cavalaria persa era composta de duas partes. As tropas do estado que foram treinadas e treinadas através de um sistema uniforme, e as tropas auxiliares que foram recrutadas para o exército imperial após a conquista de sua terra natal.
Nader enviou um grupo de invasão de 6.000 cavaleiros curdos com o objetivo de reunir informações e trazer de volta prisioneiros para fins de interrogatório. O grupo de ataque emboscou um contingente da artilharia mogol e fugiu com vários prisioneiros que eles levaram de volta ao acampamento. Deixando o corpo principal de suas forças sob o comando de seu filho, Morteza Mirza, Nader reuniu uma força menor e avançou em uma antiga fortaleza, Azimabade, a apenas 32 quilômetros de Karnal. Azimabade foi facilmente subjugado depois que as armas persas foram levantadas contra suas fortificações.
Aqui Nader se reuniu com o líder da divisão de 6.000 batedores de curdos. Ele foi informado sobre a geografia dos arredores de Karnal e a força da divisão do campo mogol. Ele decidiu posicionar discretamente suas forças no extremo leste do campo mogol e atrair Maomé Xá para a batalha no local de sua escolha.

## Batalha

### Disposições e implantações
Em 23 de fevereiro, o exército persa interrompeu o acampamento e entrou no vale entre os rios Alimardã e Jamna. Acampando ao norte da vila de Kanjpura, Nader saiu para inspecionar a posição do inimigo. Ao retornar ao acampamento, Nader convocou todos os oficiais do exército para um discurso. Mais tarde, chegaram as notícias de Nader sobre um grande contingente de mogóis marchando por Panipat com o objetivo de se juntar ao exército de Maomé Xá. O homem que liderava esse contingente era confidente de Maomé Xá e estadista de alto escalão do Império Mogol, Saadate Cã. Nader começou a conceber um estratagema baseado na abordagem de Saadate Cã, a fim de atrair o exército principal mogol através do rio Alimardan e entrar no vale antes da vila de Kanjpura, onde ele pretendia dar uma batalha a partir de uma posição vantajosa. O tão esperado Saadate Cã entrou no acampamento mogol com muita alegria; no entanto, a maior parte de sua coluna (cerca de vinte ou trinta mil soldados) ainda estava a caminho.

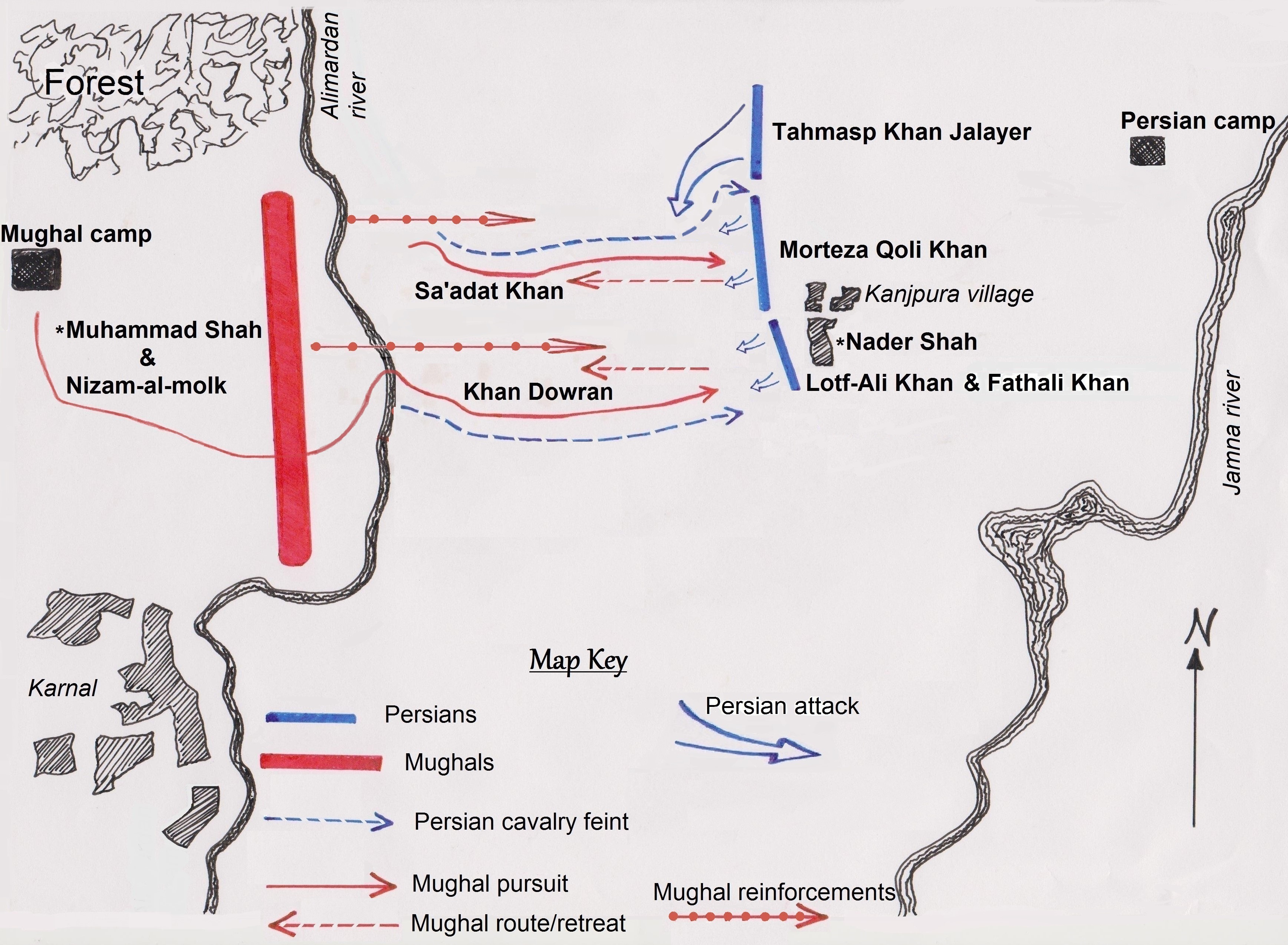
Um diagrama da batalha de Karnal em sua totalidade, baseado em A Espada da Pérsia, de Axworthy

Na manhã de 24 de fevereiro, Nader dividiu seus homens em três corpos principais. O centro do exército estava posicionado ao norte da vila de Kanjpura, de frente para o oeste, e comandado pelo filho de Nader, Morteza Mirza (que mais tarde seria renomeado como Nacerolá Coli em homenagem a suas realizações na próxima batalha), com um comitê de conselheiros seniores na sua disposição. Ao norte de Nacerolá Coli, Tamaspe Cã Jalair comandava o flanco direito do exército, enquanto ao sul, um comando conjunto da esquerda foi dado a Fate Ali Cã Quiani e Lotfe-Ali Cã Afexar.
Nesse momento, Saadate Cã recebeu notícias de que a retaguarda de sua coluna havia sido atacada e que a bagagem havia sido capturada e levada pelo inimigo. Embora Saadate Cã tivesse conseguido chegar ao campo mogol tarde da noite anterior, uma grande parte de suas forças, cerca de vinte ou trinta mil homens, ainda estavam a caminho no momento de sua chegada. Sem consultar ou convocar Muhammad Shah ou outros comandantes, Saadate Cã montou imediatamente seu elefante de guerra e partiu para o local relatado da escaramuça. Ele foi acompanhado por 2.000 cavaleiros e infantaria, além das numerosas unidades de artilharia que seguiam atrás dele. Mais de seus homens se juntariam a ele logo após sua partida do acampamento. Saadate Cã contratou as unidades isoladas de cavalaria persa posicionadas nas proximidades da área, que demonstraram resistência antes de fingir uma rota para o leste. Enviando relatórios urgentes de volta ao campo da vantagem que ele havia ganho, Saadate Cã implorou por reforços para concluir a vitória.
Quando os relatórios chegaram ao alto comando mogol, surgiram divergências sobre se essas solicitações de reforço deveriam ser respondidas. Maomé Xá estava ansioso para se juntar a Saadate Cã em campo, enquanto seus dois principais conselheiros, Nizã Almulque e Cã Dourã, recomendavam cautela contra decisões precipitadas. Maomé Xá, frustrado, insinuou o caráter marcial de Cã Dourã, ao qual respondeu zelosamente vestindo armadura e montando seu elefante de guerra em preparação para a batalha. O total inicial de homens que deixavam o campo mogol ao lado de Cã Dourã totalizava não mais de 8.000 a 9.000 homens, principalmente cavalaria e alguma infantaria portadora de mosquete. Um fluxo constante de reforços deixou o acampamento mogol para atravessar o rio Alimardan e participar da batalha ao longo do dia, mas não houve esforço para trazer esses grandes números sob uma implantação unificada a leste do rio Alimardan em apoio às unidades mogóis já engajadas. Em vez disso, os mogóis à frente receberiam uma linha contínua de reforços sem nenhum grande plano tático para ajudar a direcioná-los.

### Nader divide os mogóis no centro e na asa esquerda
Como Nader observou o avanço de Saadate Cã na direção do centro persa, ele ordenou que os zamburaques fossem levados adiante para maximizar o poder de fogo na troca inicial. Comandando pessoalmente uma força escolhida de 1.000 cavaleiros, formada nas fileiras do clã afexar, ele destacou três unidades de cavalaria de elite, armadas com mosquetes Jazāyerchi, nas proximidades da vila de Kanjpura. Essas unidades (cada uma com mais de mil) também foram apoiadas pela implantação de zamburaques por Nader. Enviando duas unidades de sua elite Jazāyerchi em montarias com o objetivo de desviar o avanço mogol para o centro persa, Nader enviou outra unidade para colocar Cã Dourã em um caminho divergente e, eventualmente, atraí-lo para a ala esquerda do exército que estava esperando. emboscada ao redor de Kanjpura.

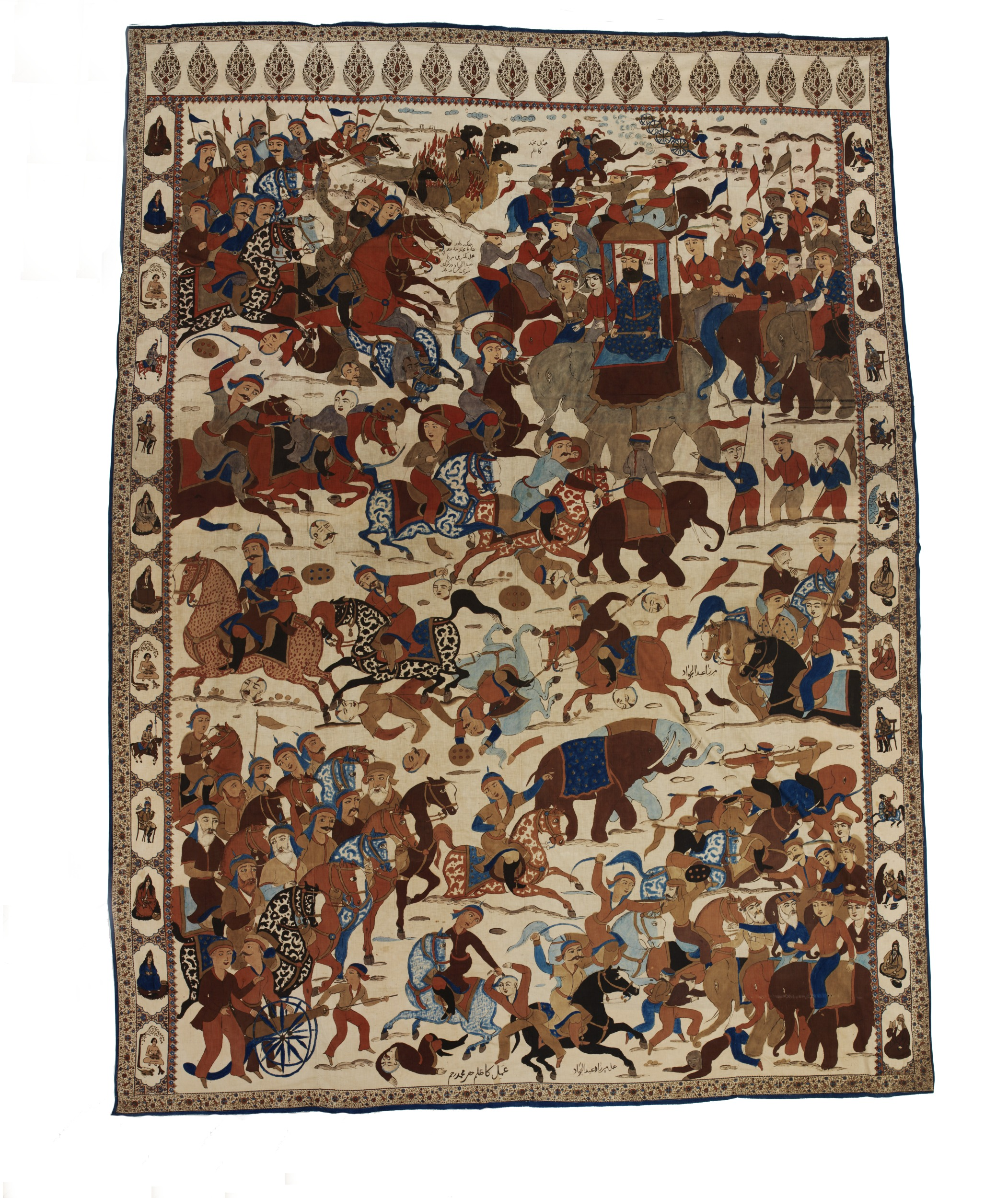
Uma cena dramatizada da batalha tecida em um tapete persa (observe os camelos no canto superior do tapete com as costas em chamas, referenciando o mito do exército persa usando essa tática para assustar os elefantes de guerra mogóis).

Embora Saadate Cã de fato tenha interrompido temporariamente seu avanço, em antecipação aos reforços de Cã Dourã, devido às brilhantes táticas diversificadas de Nader, Cã Dourã foi afastado das forças de Saadate Cã e o próprio Saadate Cã foi levado a retomar seu avanço para o leste sem consolidando com os próximos reforços. Nizã Almulque começou a formar seus homens atrás do rio Alimardan, numa tentativa letárgica de subir para apoiar os principais elementos do exército.
O centro persa aguardava ansiosamente a chegada dos homens de Saadate Cã com mosquetes carregados e armas. Quando os mongóis chegaram ao alcance dos mosquetes, a força de triagem das tropas montadas caiu para revelar uma linha de jazayerchi com mosquetes nivelados. Uma saraivada uniforme foi lançada contra o inimigo que se aproximava. Um grande testemunho da bravura dos homens de Saadate Cã, os mongóis se prepararam e tomaram o fogo punitivo da linha persa. Eles foram capazes de fechar com o centro e um tumulto geral seguiu causando grande pressão no centro persa.

### A emboscada em Kanjpura

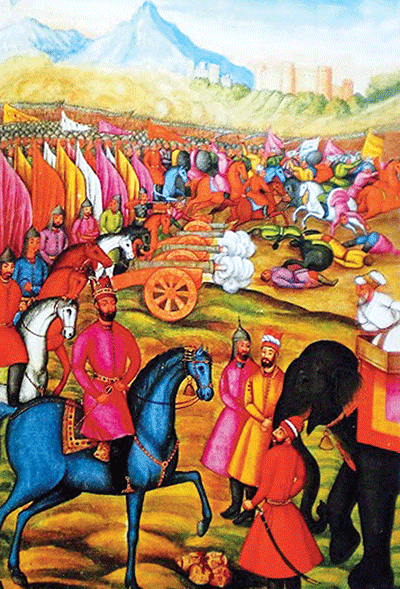
Ilustração da rendição de Saadat Ali Cã após a emboscada em Kanjpura, quando é levado cativo para Nader Xá em cima de seu elefante

Mais ao sul, onde o flanco esquerdo persa estava posicionado na vila de Kanjpura, Cã Dourã jogou direto nas mãos de Nader enquanto sua busca subitamente marcava uma emboscada sangrenta. O surgimento repentino de tropas persas dos arredores de Kanjpura paralisou os mongóis. O grande volume de fogo dos Jazāyerchi e zamburaques provocou uma destruição incrível nos infelizes soldados mogóis apanhados no caos que Nader havia inventado.
Nader observou o massacre por trás da linha principal de Jazāyerchi enquanto eles disparavam voleios após voleios contra o inimigo cambaleante diante deles. As balas pesadas dos mosquetes Jazāyer penetraram facilmente na armadura dos elefantes de guerra e muitos nobres foram mortos e capturados entre os mongóis. O próprio Cã Dourã foi atingido; gravemente ferido, ele caiu de seu elefante enquanto seu próprio sangue espirrava sobre ele, fazendo com que seus retentores restantes se esforçassem em seu auxílio.
Tamaspe Cã Jalair, no comando da direita persa, não esteve envolvido até esta fase da batalha e começou a envolver suas forças no flanco esquerdo dos homens de Saadate Cã do norte. Após duas horas de intensos combates no centro, o elefante de guerra de Saadate Cã se enredou com outro e, no frenesi, um soldado persa subiu ao lado do animal de cã e implorou que ele se rendesse. Ser pego em um conjunto impossível de circunstâncias Saadate Cã decidiu depor os braços. Muitos outros soldados mongóis seguiram o exemplo, enquanto outros se separaram e fugiram para o oeste. Com a nata do exército inimigo totalmente dizimada e o restante fugindo pelo rio Alimardan, os persas se engajaram em uma perseguição organizada, com Nader interrompendo suas forças fora do alcance da linha de batalha mogol traçada atrás do rio. Não querendo envolver os mongóis em terreno desvantajoso, Nader restabeleceu suas linhas no vale a leste. A grande quantidade de soldados mongóis posicionados atrás do rio sob o comando de Nizam-il-Mulk poderia fazer muito pouco em termos de contribuir para o resultado da batalha que fora tão desastrosa para eles.
Nader mais tarde enviou tropas ao redor da periferia do acampamento mogol para formar um bloqueio, cortando as linhas logísticas que levavam ao campo de Muhammad Shah. As notícias da captura de Saadate Cã e a morte de Cã Dourã, junto com tantos outros oficiais de alto escalão mogol, causaram um colapso no moral do exército. A perda de esperança levou ao motim em alguns casos e grupos de soldados começaram a saquear o campo.

### Perdas e consequências

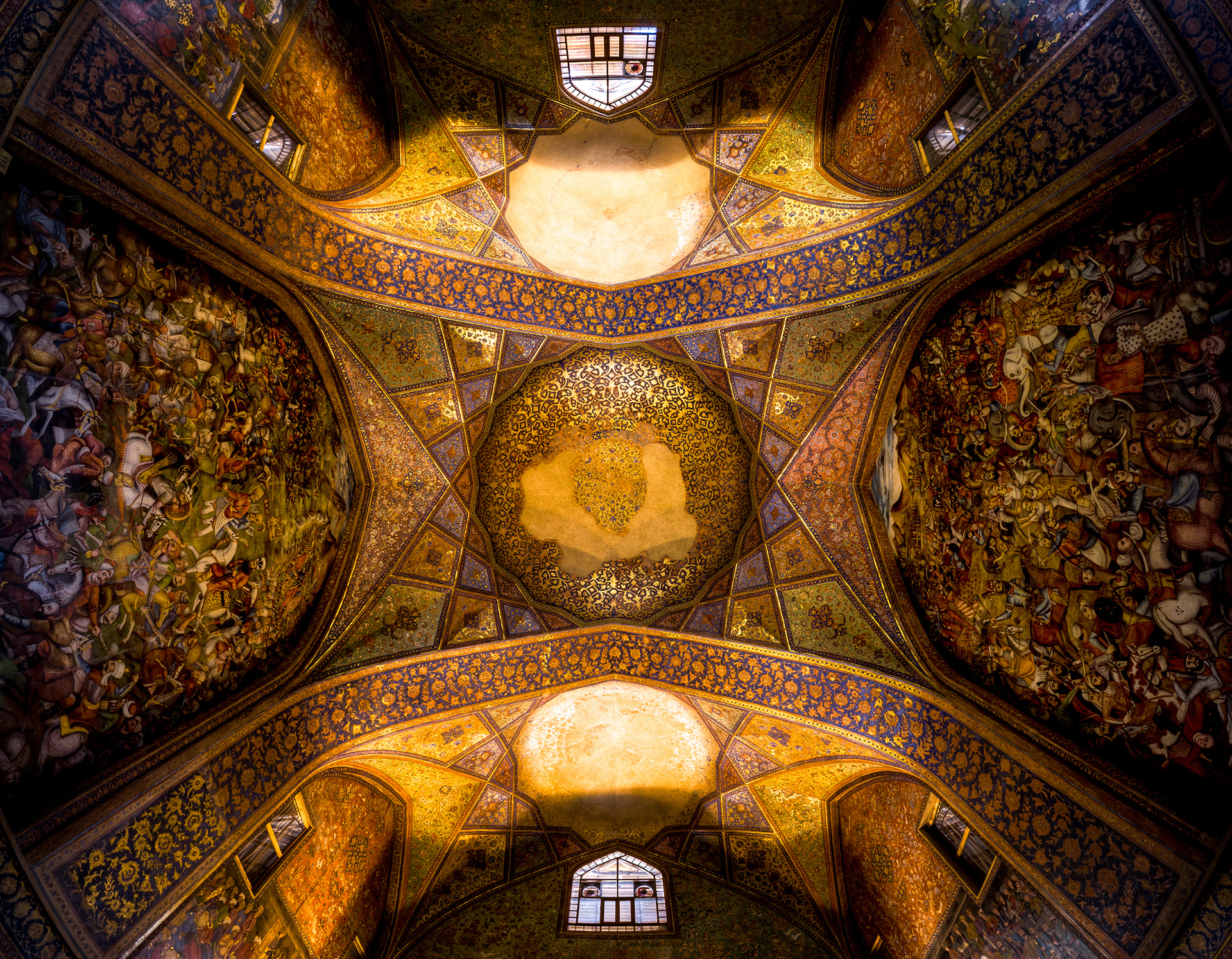
Arte do teto no palácio de Chehel Sotoun. Observe que a obra de arte à direita mostra a batalha de Karnal

Os mongóis sofreram baixas muito mais pesadas que os persas. Os números exatos são incertos, pois os relatos desse período eram propensos a bombardeios. Vários comentaristas contemporâneos estimaram que as baixas do Império Mogol seja de até 30.000 homens mortos, com a maioria concordando com um número de cerca de 20.000 e com Axworthy dando uma estimativa de cerca de 10.000 soldados mogóis mortos. O próprio Nader afirmou que seu exército matou 20.000 e aprisionou "muitos mais". O número de oficiais mogóis mortos atingiu um número impressionante de 400. Embora, como uma proporção de todo o exército mogol, as baixas sofridas não tenham sido excessivas, isso oculta o fato de que as baixas constituíam o melhor do exército mogol, incluindo um número esmagador de seus líderes.
A natureza das baixas causou grande desespero entre os mogóis restantes que, como consequência da derrota esmagadora, foram incapazes de manter sua disciplina. Logo após o colapso da moral, os soldados saquearam seu próprio acampamento, muitos desertos e qualquer vontade de lutar novamente evaporou. Uma das perdas mais dolorosas foi a de Cã Dourã. Ele foi trazido de volta gravemente ferido e seus funcionários leais não conseguiram encontrar um lugar para descansar a cabeça. Nizã Almulque, devido a uma inimizade de longa data, chegou ao lado de Cã Dourã quando ele estava morrendo para ridicularizá-lo antes de sua morte. O cã morreu naquela noite cercado por seus poucos seguidores sobreviventes.
Uma bolsa de estudos recente fornece uma estimativa do total de baixas persas em apenas 1.100, incluindo 400 mortos e 700 feridos. Esse número compreendia uma fração tão pequena do exército persa que era insignificante.

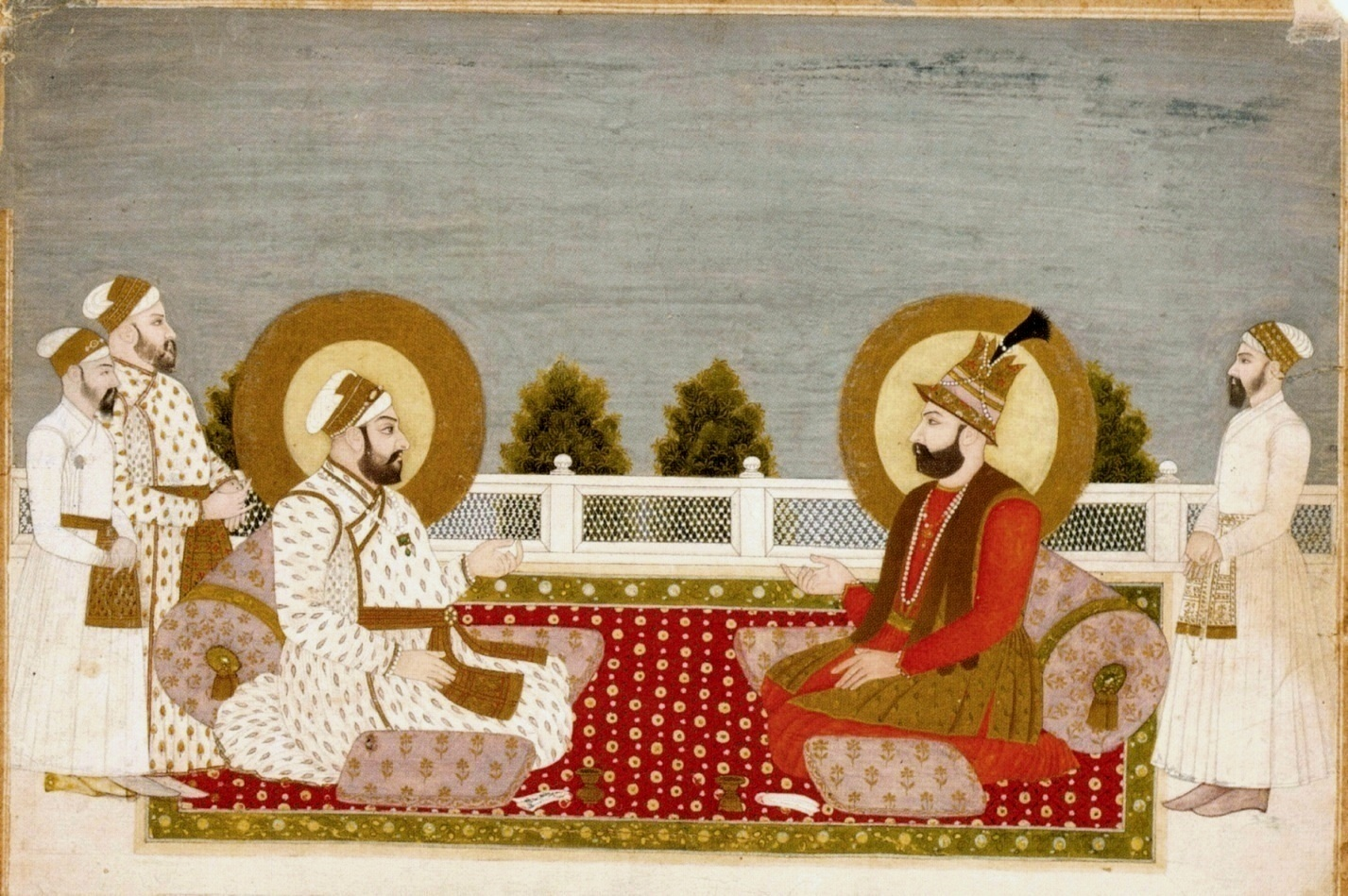
O encontro entre o xainxá Nader Xá e o imperador mogol Maomé Xá

Saadate Cã foi levado para Nader naquela mesma noite. O cã aconselhou o xá a convocar Nizã Almulque, pois ele era a "chave do Império". Logo depois, Nizã Almulque e outros seguidores mogóis chegaram ao campo de Nader.
Embora a reunião tenha sido inicialmente tensa, com os plenipotenciários mogóis chegando com armadura em vez de roupas comuns, Nader logo solicitou que ele e Nizã Almulque fossem deixados sozinhos para discutir os assuntos mais livremente. Uma vez a sós com o xá, Nizã Almulque afirmou humildemente que sua vida estava inteiramente à sua mercê. Nader impressionou com ele a importância de Muhammad Shah concordar em pagar uma indenização à coroa persa. Tendo convencido Nizã Almulque a solicitar a presença pessoal do Imperador Mogol no campo persa, Nader o mandou embora.
Em 26 de fevereiro, o imperador mogol viajou para encontrar seu colega persa entre muita pompa e circunstância. Nader pagou ao Maomé Xá o respeito digno de um imperador e conversou com ele em turco. Após a conclusão das negociações, o grupo mogol retornou ao acampamento a oeste do rio Alimardan.
Surgiu uma disputa acirrada sobre quem substituiria Cã Dourã em seu escritório. Muhammad Shah intercedeu em nome de Nizã Almulque, que enfureceu muitos outros notáveis, entre os quais Saadate Cã. Alega-se que Saadate Cã entrou em correspondência secreta com Nader e incitou o xá a marchar para Deli, a fim de extrair uma indenização muito maior de Maomé Xá.

## Submissão dos mogóis & saqueamento de Deli

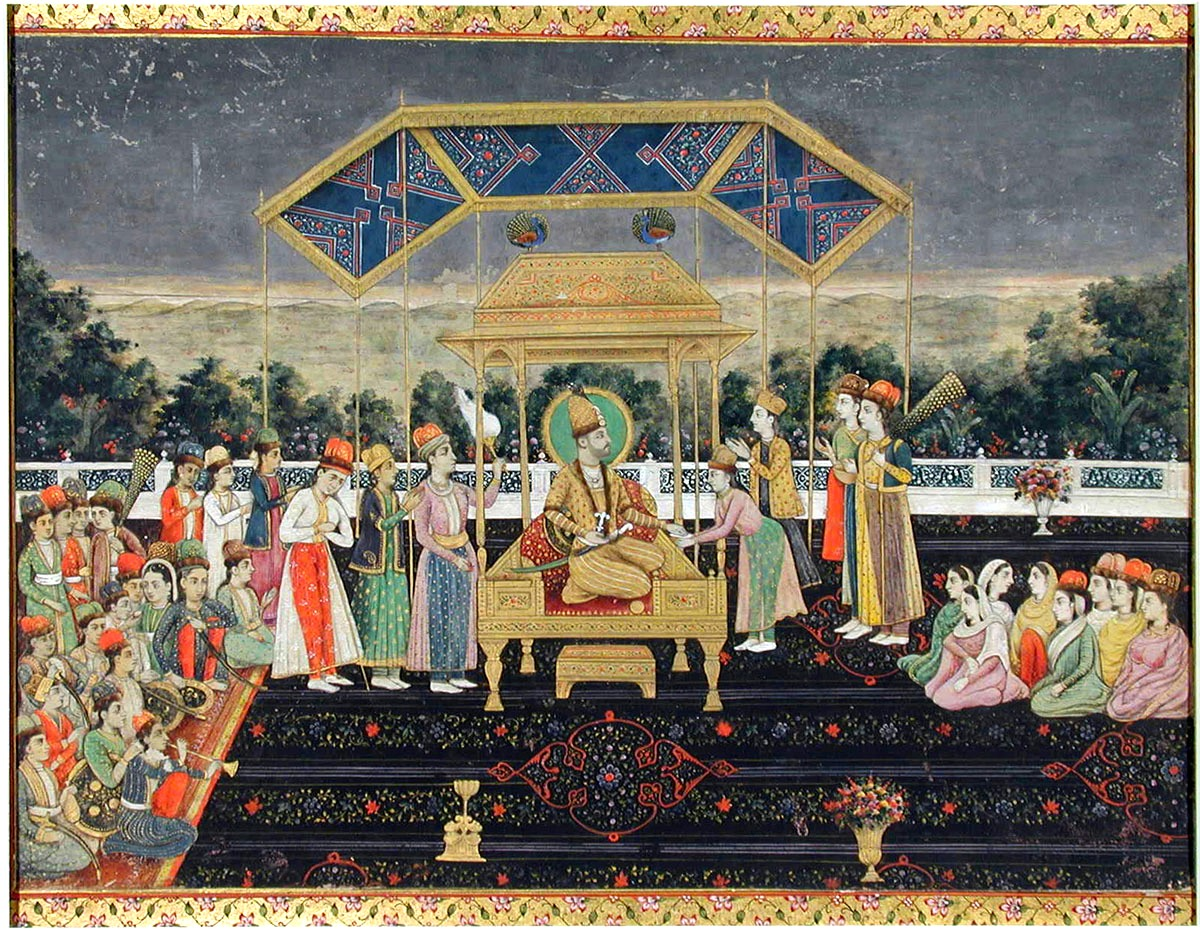
Nader Xá sentado no Trono do Pavão após sua vitória na batalha de Karnal. O Trono do Pavão foi trazido de volta ao Irã a partir de então, tornando-se um símbolo do poder imperial persa

No início de março, Nader convocou Nizã Almulque mais uma vez e declarou unilateralmente os acordos anteriores como nulos e sem efeito. Nizã Almulque protestou contra isso, mas foi forçado a escrever para Maomé Xá implorando que ele viajasse novamente para o campo persa. Maomé Xá cumpriu e, posteriormente, permaneceu permanentemente na presença de Nader (e custódia). Em um ato de misericórdia, Nader permitiu que os soldados mogóis ainda em seu acampamento saíssem com suas montarias e gado, e também deu um adiantamento a todos os seus próprios soldados, além dos seguidores do acampamento persa.[carece de fontes?] Tamaspe Cã Jalair, um dos tenentes mais confiáveis de Nader, foi incumbido de seguir em frente na companhia de Saadate Cã na rota para Deli.

### Ocupação persa de Deli
Nader entrou em Deli com Maomé Xá como seu vassalo em 20 de março de 1739. A pessoa do xá estava acompanhada por 20.000 Savaran-e Saltanati (guarda real) e 100 elefantes de guerra montados por seus Jazāyerchi. Quando o conquistador de Deli entrou, a fortificação da cidade disparou suas armas em saudação. Os persas receberam as boas-vindas suntuosas no palácio do Maomé Xá. Saadate Cã foi encarregado por Nader de cobrar impostos dos cidadãos de Deli e fez o possível para agradar o xá, na tentativa de agradar-se com seu comportamento obsequioso. No entanto, quando Saadate Cã procurou uma audiência com Nader, o xá o castigou severamente por não receber os impostos com velocidade satisfatória. Depois da derrota humilhante de Saadate Cã em Karnal, a sua deslealdade ao imperador depois disso, junto ao seu fracasso ignominioso em agradar a pessoa que ele acreditava ser seu novo patrono, além de forçado a roubar seu próprio povo de sua riqueza por um anfitrião invasor estrangeiro, ele ficou tão sobrecarregado que morreu em Deli não mais do que alguns dias após sua chegada a essa cidade.
Nader Xá tinha a intenção de estabelecer o controle através de seu novo vassalo, Maomé Xá, e deixou clara sua intenção de mantê-lo entronizado. Como tal, uma disciplina militar rigorosa foi mantida e um decreto tornou qualquer assédio a civis punível com mutilação. Nader achou a aristocracia mogol suave e fraca. Em um encontro com um ministro mogol, Nader perguntou quantas mulheres ele tinha em seu harém; o ministro respondeu 850. Nader disse que adicionaria outras 150 meninas escravas para promovê-lo ao posto de minbashi (comandante de mil). Em 21 de março, Nader comemorou o Noruz, o ano novo persa, e muitos generais e oficiais receberam presentes e promoções.

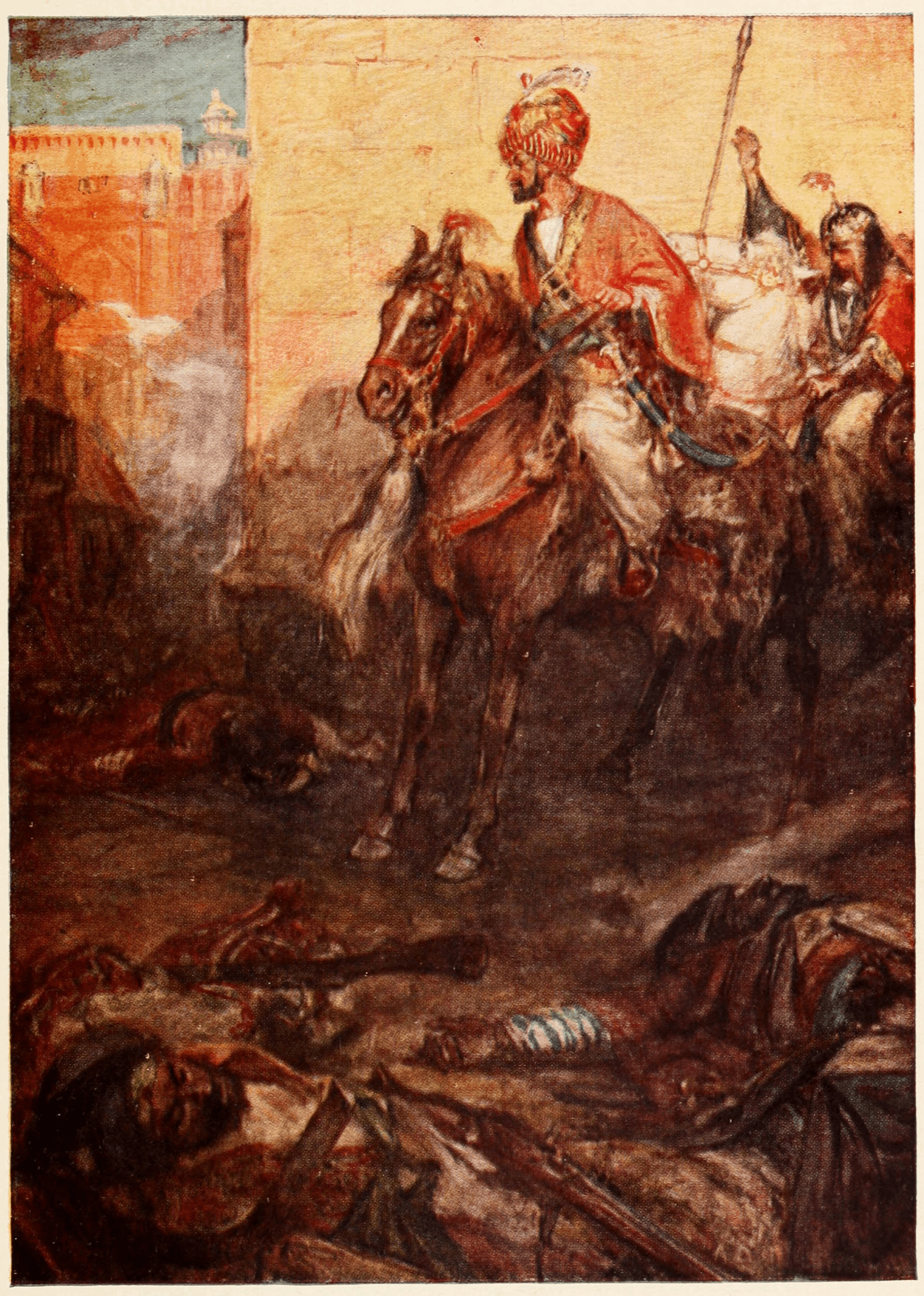
Nader Xá, a caminho da Mesquita Rowshan O-Dowleh, encontra os cadáveres de soldados persas mortos

Começaram a espalhar boatos entre a população de Déli de que uma imposição gratuita era iminente. Também havia histórias de Maomé Xá capturando Nader e/ou matando-o de um jeito ou de outro. Quando surgiu um boato de que o próprio Nader havia sido assassinado, um grupo de cidadãos de Deli reuniu-se em torno de um celeiro quando um grupo de soldados persas foi enviado para negociar preços, e o grupo atacou e matou cinco soldados persas. O evento provocou uma revolta, e grupos de civis invadiram a cidade e atacaram soldados persas isolados em sucessão. Quando a notícia disso foi levada a Nader, ele foi desdenhoso, acreditando que seus soldados estavam procurando um pretexto para saquear a cidade. Mas, após sucessivos relatos de linchamentos, Nader enviou um de seus funcionários para verificar essas alegações. Ele enviou outro de seu círculo interno também, mas ambos foram mortos pelas multidões latentes. Nader enviou uma fowj (uma unidade de mil homens), mas ordenou que eles se envolvessem apenas com os envolvidos na violência.

### A revolta e saqueamento de Deli
A revolta em Deli ganhou mais força, já que os destacamentos reforçados enviados por Nader para restaurar a ordem foram atacados por mosquetes e flechas. Numerosos contingentes isolados do exército persa foram apanhados em complexos espalhados por toda a cidade naquela noite. Na manhã de 22 de março, Nader saiu do palácio em que havia esquartejado durante a noite e seguiu para a mesquita Rowshan O-Dowleh. No caminho, um mosquete foi disparado de um prédio próximo, sentindo falta de Nader por pouco e matando um de seus generais. Uma vez no topo da mesquita, Nader ordenou que seus homens entrassem em todos os distritos onde soldados persas haviam sido mortos e não deixavam um único sobrevivente. Ele levantou a espada, significando o início de um massacre.

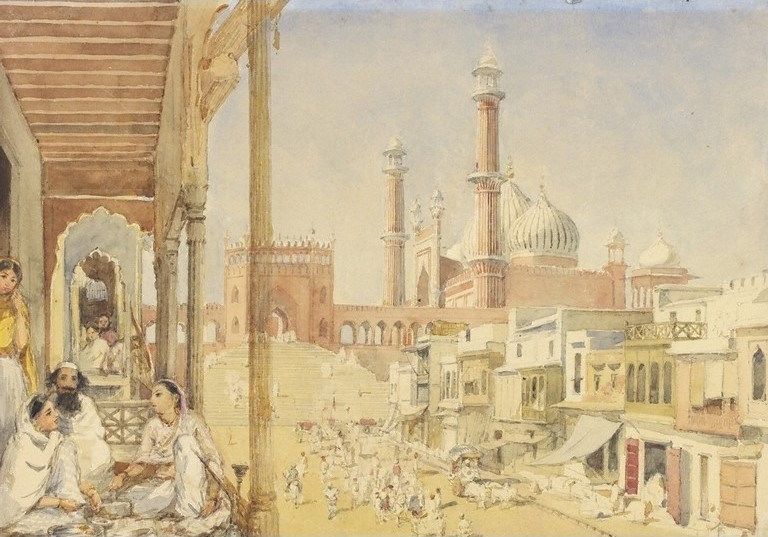
Mesquita Rowshan O-Dowleh, onde Nader deu o sinal para o início do massacre levantando a espada

Três mil soldados marcharam para fora do pátio da mesquita e começaram um massacre horrendo e assustador. Nader Xá "estava sentado com a espada na mão, com um rosto solene mergulhado em melancolia e perdido em pensamentos profundos. Ninguém ousou quebrar o silêncio". A fumaça subia acima da cidade com sons incessantes de sofrimento e pedidos ecoando por toda parte. Houve pouca resistência e a maioria das pessoas foi morta sem chance de lutar. Muitos homens foram presos e levados ao rio Yamuna, onde todos foram decapitados a sangue frio. Os soldados entraram em casas e mataram todos os habitantes, saquearam todas as riquezas que encontraram e depois atearam fogo ao que restava. O assassinato e a rapina foram de tal ordem que muitos homens escolheram matar a si mesmos e suas famílias, em vez de serem submetidos e massacrados pelos soldados persas.
Dois dos nobres mogóis mais importantes envolvidos na instigação ao levante foram Saíde Niaz Cã e Xanauaz Cã. Niaz Cã e um pequeno grupo de seguidores pegaram de surpresa o pequeno grupo de soldados persas do lado de fora de sua residência e mataram todos eles. Em seguida, juntou-se a Xanauaz Cã e atacou os estábulos em que Nader Xá havia armazenado todos os elefantes de guerra indianos capturados. Os estábulos logo foram invadidos e os dois conseguiram escapar da cidade durante a cacofonia de violência com os elefantes. Eles se refugiaram em um forte perto da cidade. Os soldados persas, no entanto, os procuraram e invadiram o forte, levando Niaz Cã e Xanauaz Cã como prisioneiros com suas poucas centenas de seguidores. Todos eles foram levados para Nader, perto da mesquita. Todos eles foram decapitados pelo comando de Nader no local. O único grupo de prisioneiros que Nader libertou foram mulheres.

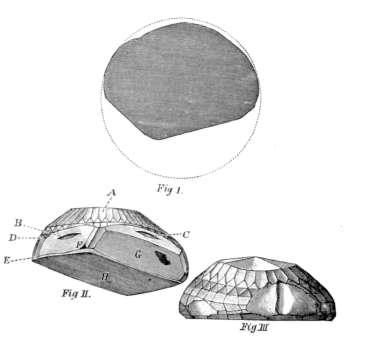
Ilustração de Tavernier do Koh-i-Noor sob diferentes ângulos

O massacre, que começou no final da noite do dia anterior, continuou até o amanhecer do dia seguinte, quando Nader enviou seus oficiais e mensageiros proclamando o fim do massacre. A rapidez da cessação da hostilidade do exército persa foi notável e muitos comentaristas contemporâneos declararam sua admiração pela rigorosa disciplina do exército de Nader. Embora o assassinato durasse apenas algumas horas, o número de mortos era imenso. Cerca de 30.000 homens, mulheres e crianças pereceram nas mãos dos soldados persas. Após a conclusão desse episódio mais infeliz da história de Deli, os funcionários de Nader começaram a cobrar impostos e alguns também foram enviados aos arredores de Deli para fazer o mesmo. Nem mesmo os ministros de Maomé Xá estavam seguros, e um em particular foi torturado e sua riqueza confiscada pela força das armas.

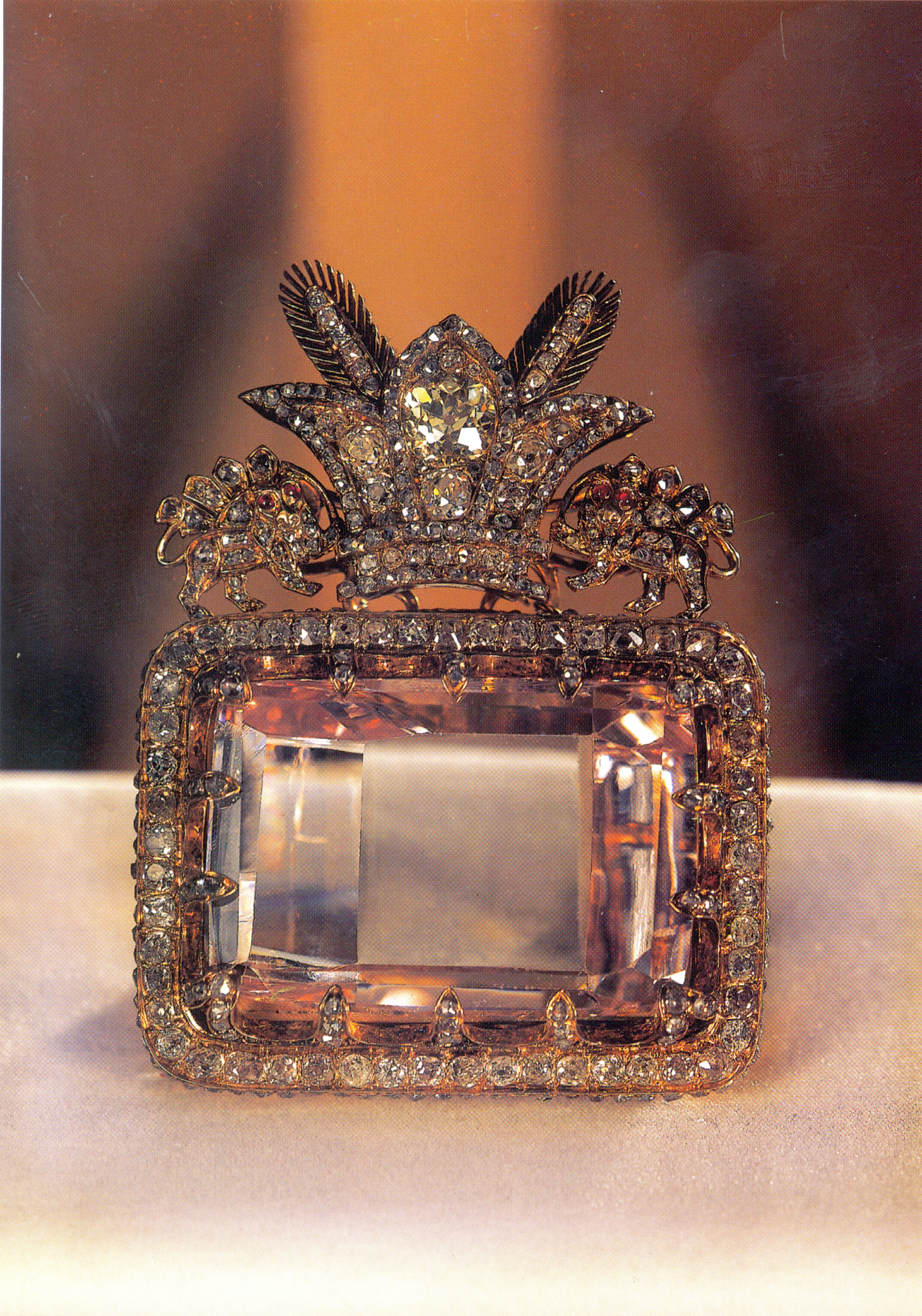
O diamante Daria-i-Noor

Nader enviou 1.000 cavaleiros para cada distrito da cidade para garantir a cobrança de impostos. Mas talvez as maiores riquezas tenham sido saqueadas dos tesouros da capital do Império Mogol. O Trono do Pavão também foi retirado pelo exército persa e, posteriormente, serviu como um símbolo do poder imperial persa. Entre uma infinidade de outras jóias fabulosas, Nader também ganhou os diamantes Koh-i-Noor ("Montanha da Luz") e Darya-ye Noor ("Mar da Luz"). Estima-se que o valor total dos tesouros pilhados tenha chegado a talvez 700 milhões de rúpias. Isso era aproximadamente o equivalente a 90 milhões de libras esterlinas na época, ou 8,2 bilhões de libras esterlinas no início do século XXI.
Nesse momento, o imperador mogol foi forçado a assinar uma série de tratados que trouxeram mais ruínas ao seu reino. Todas as terras a oeste do Indo foram cedidas ao Império Persa. Nader também procurou estabelecer laços conjugais entre as duas dinastias e arranjou casamentos para seus filhos e generais, além de si mesmo. Tendo ganho todas as riquezas que desejava, Nader fez os preparativos para sua partida.
As tropas persas deixaram Deli no início de maio de 1739, levando também milhares de elefantes, cavalos e camelos, todos carregados com o espólio que haviam coletado. A pilhagem confiscada da Índia foi tão rica que Nader parou de tributar a Pérsia por um período de três anos após seu retorno.
O exército persa marchou para o norte em direção ao Indocuche. Uma audiência de governadores foi convocada por Nader de suas terras recém-adquiridas no norte da Índia. Todos vieram trazendo presentes e protestos de lealdade ao novo senhor supremo, exceto um Codaiar Cã, governador de Sinde, havia barganhado que Nader se contentasse com seu enorme saque e aquisições territoriais já consideráveis, e assim se considerava seguro de Nader. Codaiar Cã acreditava que Nader não atravessaria o terreno difícil das montanhas Indocuche até o final da temporada de campanha. Ele estava enganado.

## Ramificações históricas
A vitória de Nader Xá contra o Império Mogol em ruínas no Oriente significou que ele podia se dar ao luxo de se voltar para o Ocidente e enfrentar mais uma vez os arquivivais da Pérsia, os Otomanos. O sultão otomano Mamude I iniciou a Guerra Otomano-Persa (1743-1746), na qual Maomé Xá cooperou estreitamente com os otomanos até sua morte em 1748. A campanha indiana de Nader alertou, como um invasor estrangeiro distante, também a Companhia Britânica das Índias Orientais para a extrema fraqueza do Império Mogol e a possibilidade de expansão para preencher o vácuo de poder.
Como resultado da esmagadora derrota do Império Mogol em Karnal, a já decadente dinastia Mogol foi enfraquecida de maneira crítica a ponto de acelerar seu fim. Também é possível que, sem os efeitos ruinosos da invasão de Nader na Índia, a aquisição colonial europeia do subcontinente indiano tivesse ocorrido de uma forma diferente ou talvez nem um pouco, mudando fundamentalmente a face do subcontinente indiano.